# Sól wypadowa
Sól wypadowa – zanieczyszczony chlorek sodu powstający jako produkt uboczny procesów wykorzystujących solankę głównie w procesach elektrolizy membranowej. Traktowana jest jako odpad technologiczny. Przykładowymi producentami soli wypadowej w Polsce są Anwil i Ciech.  

## Skład chemiczny i właściwości fizyczne
Większość właściwości fizycznych jest identyczna z właściwościami chlorku sodu. Jedynie barwa jest zwykle bardziej szara, ze względu na zanieczyszczenia.
Podstawowy skład chemiczny suchej substancji:
- chlorek sodu – co najmniej 98%
- siarczany – maksymalnie 1,5%
- substancja przeciwzbrylająca E 536 (żelazocyjanek potasu) – 0,0007–0,002%

## Zastosowanie
Sól wypadowa jest stosowana głównie w pługopiaskarkach do posypywania nawierzchni dróg, ponieważ dodatek soli znacznie obniża temperaturę zamarzania wody. Sól ta nie jest przeznaczona do celów spożywczych.

## Zagrożenie
Nie są znane, dodatkowe w odniesieniu do soli kamiennej, skutki działania związane z właściwościami fizykochemicznymi niebezpieczne dla zdrowia człowieka, jeśli sól ta zostanie spożyta w niewielkich ilościach. Jednak nie zaleca się jej spożywania ze względu na możliwość występowania w niej niewielkich ilości innych niż chlorek sodu szkodliwych substancji, co jest związane z jej produkcją, przechowywaniem i transportem. 
W większych dawkach może powodować skutki analogiczne do przedawkowania czystego chemicznie chlorku sodu: wymioty i biegunkę oraz przekrwienie i odwodnienie narządów wewnętrznych a także ostre reakcje zapalne w przewodzie pokarmowym. Działa drażniąco na uszkodzoną skórę i śluzówkę.
Uwolniona do środowiska stwarza zagrożenie lokalnego zasolenia wód gruntowych i zbiorników wodnych. 

## Kontrowersje
W lutym 2012 roku w Polsce ujawniona została sprawa dotycząca sprzedaży soli wypadowej do celów spożywczych. Proceder miał trwać wiele lat i przynieść olbrzymie dochody firmom pośredniczącym ze względu na znaczną różnicę cen soli wypadowej i soli spożywczej.